# Рок-Острова
«Рок-Острова́» — советская и российская группа, исполняющая песни в стиле диско и танцевальной музыки, образованная в 1986 году в городе Ворсма Горьковской (ныне — Нижегородской) области. Лидер группы, бессменный автор музыки и основной вокалист — Владимир Захаров.

## Предыстория

### «Октавиан Август»
Школьная группа «Август» была образована одноклассниками:
- Владимир Захаров (бас, позднее клавишные и вокал);
- Олег Горбунов (гитара, вокал);
- Юрий Хапилов (ударные);
- Аркадий Кожевников (клавишные).

Чтобы не было аналогии с известной ленинградской группой «Август» Олега Гусева, название было изменено на «Октавиан Август». После ухода из группы Аркадия Кожевникова, Владимир Захаров начал осваивать клавишные, в чём ему помогала старшая сестра. На тот период в группе солировал Олег Горбунов, но так как пел он слабо, ему нашли замену в лице Александра Кутянова. Позднее вокалистом стал сам Захаров.

### ВИА «Сирин»
Группа «Октавиан Август» распалась после окончания её участниками школы. Спустя некоторое время, Владимир Захаров и Александр Кутянов были зачислены в ВИА «Сирин», базировавшийся в клубе «Красный Октябрь». Это позволило им осваивать новую звукозаписывающую аппаратуру. Их первая запись была сделана в январе 1985 года. О том, что Захаров и Кутянов записываются, остальные участники «Сирина» были не в курсе. Вскоре к ним снова ненадолго присоединился Олег Горбунов. После того, как было сделано достаточное количество успешных записей, Владимир Захаров придумал название для новой группы — «Острова».

«Острова» звучит романтично, загадочно. Мы с ребятами в то застойное время, проводя свою жизнь в городе Ворсма, были оторваны от всего музыкального движения, которое происходило в стране, как на острове. Нас было трое — значит, «Острова».— Владимир Захаров
Осенью 1986 года группа отправилась на первый Горьковский рок-фестиваль. Согласно Владимиру Захарову, он изначально не планировал участие своей группы в этом фестивале, полагая, что там будет очень сильная конкуренция. Заявка на участие была подана по настоянию первой жены Владимира, Валентины. Принятие решения сопровождалось семейным скандалом. Группа на тот момент состояла из Захарова и Кутянова. Ради участия в конкурсе пришлось срочно искать барабанщика. Им стал Анатолий Горбунов из ВИА «Быть может». Была сделана демозапись, а к названию группы непонятным образом зачем-то добавилась приставка «рок». Так была образована группа «Рок-Острова» в своём первом (и классическом) составе:
- Владимир Захаров (клавишные, вокал);
- Александр Кутянов (гитара);
- Анатолий Горбунов (ударные)[3].

## История

### После фестиваля (1986—1990)
30 октября 1986 года коллектив принял участие в первом Горьковском рок-фестивале. На фестивале группа отыграла программу из десяти песен и стала лауреатом. Выступила на гала-концерте. Повторное участие в аналогичном фестивале в 1987 году не повторило предыдущего успеха.
После распада ВИА «Сирин» группа «Рок-Острова» стала играть вместо него на танцах в клубе «Красный Октябрь» и на свадьбах. Продолжали записываться и экспериментировать в разных стилях. Как следствие появившейся моды на «жёсткую» музыку, был записан метал-альбом «Колокол в моём сердце». Отсутствовала бас-гитара — басы играл Владимир Захаров на клавишных. На танцах же исполнялись соответствующие песни, которые участники часто разучивали прямо перед исполнением. Также был записан «живой» танцевальный альбом, который до настоящего времени не сохранился.
В 1989—1990 годах «Рок-Острова» успели записать несколько альбомов в разных стилях: «Осколки синих дней» (диско), «Лишь только солнце» (диско), «Разворованная Россия» (поп), «Дискотрон» (танцевальный), «Дисбаланс» (танцевальный). В 1990 году, к весне, были записаны альбомы: «Я — боль твоя» — Захаровым и Кутяновым, и «Время призраков» — всеми участниками группы. Первый трек альбома «Время призраков» («Intro») представляет собой короткую композицию, содержащую шуточный диалог: «— Что это, Берримор? — „Рок-Острова“, сэр! — А что это, Берримор? — Попса, сэр!»
Осенью 1990 года поступил заказ на полноценный альбом. Альбом «Наши» был записан в городе Горький. Во время записи на студии Захаров познакомился с Олегом Разиным, который тогда пел и играл в горьковской группе «Уикенд». Зимой Владимир Захаров самостоятельно записал альбом «Созерцатель», и в дуэте с Кутяновым — «Чужие стихи», песни для которого были исполнены на стихи из журнала «Смена».

### Рост популярности (1991—1994)
В 1991 году «Рок-Острова» выпустили альбом «Я буду с тобой всегда», одна песня для которого была записана совместно с группой «Стеклянные крылья» — продюсерским проектом Владимира Захарова. В этом же году в Москве были перезаписаны песни «Пасмурное утро» и «Лишь только солнце». На песни «Не ищи меня» и «Лишь только солнце» были сняты видеоклипы. К концу года группа покинула клуб «Красный Октябрь» и осталась без базы для репетиций. Для альбома «Возвращение» Владимир Захаров выбрал песни, исполнявшиеся в 1987—1988 годах на танцах. В 1992 году был записан альбом «Горе не беда» (в народе по непонятным причинам прозванный «Моя мечта»), который не понравился тогдашним спонсорам группы. Оставшись без спонсора, Владимир Захаров на какое-то время перестал записывать новые песни. В то время у него родилась дочь, и он переключил основное внимание на семью.
В начале весны 1993 года Владимиру Захарову позвонил Олег Разин, оставшийся без дела ввиду распада группы «Уикенд». Изначально Разин собирался заняться сольной карьерой и искал для себя автора песен. Однако, спустя некоторое время, Разин нашёл для группы нового спонсора, и присоединился к «Рок-Островам» в качестве директора. Спонсор неожиданно исчез, но Разин нашёл новых. С их помощью в Нижнем Новгороде в 1994 году был записан и выпущен альбом «Солнечный ветер», по сути — сборник старых песен в новой аранжировке. Помимо прочего, этот альбом примечателен тем, что это первый альбом группы, у которого появилась обложка. Об обложках предыдущих альбомов ничего не известно, все они являлись магнитоальбомами, то есть выходили только на компакт-кассетах. Одна песня из этого альбома («Моё движенье») была записана с основным вокалом Разина. Альбом получился довольно успешным, ибо многие слушатели ещё помнили получившие довольно широкую известность песни «Пасмурное утро» и «Лишь только солнце». Альбом был выпущен только на компакт-диске. По нижегородскому телевидению стали показывать клип на песню «Лишь только солнце». Популярность группы в Нижегородской области начала стремительно расти. Группа получила предложение о сотрудничестве от звукозаписывающей компании «Союз-Рекордс».

### Большой успех (1995—2000)
В 1995 году «Союз» выпустил версию альбома «Солнечный ветер» на компакт-кассете и альбом «Наши», записанный в городе Княгинино. Также, в этом году фирмой АиС были перевыпущены на компакт-дисках три магнитоальбома: «Горе не беда», «Наши-2» и «Я буду с тобой всегда». В декабре того же года, в Москве, на тон-студии «Союз» Владимир Захаров познакомился с Язнуром Гариповым — директором и саунд-продюсером студии, с которым подружился. Весной 1997 года вышел альбом «Взлети же к небу». Песня «Ничего не говори», на которую в апреле 1997 года был снят клип (режиссёр — Евгений Сердюковский), до настоящего времени остаётся «визитной карточкой» группы. Начались гастроли. В конце октября 1997 года «Союз» выделил деньги на съёмку сразу двух клипов (ими стали клипы на песни «Сирень» и «Любишь очень»). Весной 1998 года вышел альбом «По ту сторону».
Экономический кризис 1998 года отразился на деятельности группы. «Союз» начал испытывать финансовые трудности, вследствие чего о выпуске и промоушене нового альбома музыкантам с фирмой договориться не удалось. Так как по контракту «Рок-Острова» должны были выпустить на «Союзе» ещё один альбом, было достигнуто соглашение, по которому группа предоставляла фирме несколько песен для включения в сборники. «Союз» же, вместо этого, выпустил без ведома самой группы альбом «Новое и лучшее». Никакого гонорара за этот альбом «Рок-Острова» не получили. В 1999 году Владимиром Захаровым был подготовлен к выпуску альбом ремиксов — Remixes. Однако, на диске в то время он так и не вышел, а вышел только в 2005 году в MP3-серии «Максимум удовольствия».
В 2000 году фирма «АРС-Рекордс» выпустила альбом «Весенний дождь». Альбом планировался к выходу весной (по смыслу названия), но вышел только в июле. Диск подвергся нападкам музыкальных критиков и не имел ожидаемого коммерческого успеха. Гастрольная деятельность пришла в упадок. Осенью Владимир Захаров с семьёй перебрался в Москву. Остальные участники остались в Нижегородской области. Вместе группа собиралась редко, каждый из участников был занят своим делом. Александр Кутянов работал на Павловском автобусном заводе, Анатолий Горбунов — в школе № 1 города Ворсмы преподавателем физкультуры.

### Период сольного творчества Владимира Захарова (2001—2005)
В 2001 году Владимир Захаров по приглашению Язнура Гарипова возобновил сотрудничество с компанией «Союз-Продакшн». Под руководством генерального продюсера студии Вячеслава Клименкова началась работа над аудиосериалом «Котуйская история». Проект представлял собой запись жизненной истории в форме песен в жанре шансон. В этом проекте Владимир выполнял роль аранжировщика и исполнителя мужских вокальных партий. Музыка и стихи принадлежали Клименкову, женские вокальные партии — Ане Воробей, на тот момент начинающей певице, которую Захаров познакомил с Клименковым. К 2003 году было записано и выпущено пять альбомов. Несмотря на то, что из группы «Рок-Острова» в проекте принимал участие один Владимир Захаров, на обложках всех частей аудиосериала вместе с именем Ани Воробей было указано название группы. В том же 2003 году были записаны и вышли пять альбомов аудиосериала «Непрощённые» — приквела «Котуйской истории». В 2001 и 2002 годах Владимир Захаров, работая над «Котуйской историей», параллельно выпустил два собственных сольных альбома, также в жанре шансон.
21 июня 2002 года начал работу официальный сайт группы «Рок-Острова». Работа сайта имеет для группы важное значение. Помимо того, что на сайте представлена информация о ближайших гастролях и выложены для свободного скачивания все альбомы группы (mp3 и тексты стихов), за исключением коммерчески актуальных, он примечателен ещё и тем, что на его форуме с поклонниками своего творчества общается сам Владимир Захаров. Также на форуме публикуют свои стихи поэты-любители. Некоторые из них стали соавторами песен из нескольких альбомов, выпущенных в 2010-х годах. Песни, не вошедшие в альбомы размещаются на официальном сайте в специальном разделе. Раздел пополняется как самим Владимиром Захаровым (в основном новые песни), так и давними поклонниками группы (любительские записи, сделанные на концертах).
В 2002 году из-за разногласий с Владимиром Захаровым группу покинул Олег Разин, и с этого времени началась активная ротация состава. В 2003 году Владимир Захаров пригласил в группу своего дальнего родственника Игоря Захарова в качестве клавишника. В этом году вышел сборник «Лучшее… 1987—2003» и сборник песен из аудиосериалов «Котуйская история» и «Непрощённые», а в 2004 году — альбом «Радость времён» (второй и последний альбом группы за все 2000-е годы). В 2005 году вышел сборник Grand Collection. Также в 2004—2005 годах было выпущено несколько MP3-сборников. В 2005 году вышел третий сольный альбом Владимира Захарова, автором части песен на котором, как и на двух предыдущих сольных альбомах, стал Вячеслав Клименков.

### Ротация состава, серия «Новый звук» (2006—2009)
В 2006 году из группы ушёл Александр Кутянов, мотивируя своё решение «усталостью». В этом же году группу покинул и Игорь Захаров. Место гитариста занял музыкант из Ворсмы Тимофей Писарев (ушёл в 2008, вернулся вновь в 2012, вновь покинул группу в 2016). В 2009 году в группу был приглашён гитарист из Орла Филипп Шияновский (покинул группу в 2012 году в связи с сольной музыкальной деятельностью). В 2008 году вышел очередной сборник — The Best. Также в 2008 году Владимир Захаров начал подготовку к 25-летнему юбилею группы. На официальном сайте появились доступные для бесплатного скачивания альбомы из серии «Новый звук», содержащие песни со старых магнитоальбомов группы, исполненные в новой аранжировке. Таким образом было выпущено шесть альбомов (один из них — в двух вариантах). В дальнейшем на основе этого материала был подготовлен и выпущен одноимённый юбилейный альбом-диджибук. Не удостоились переиздания на юбилейном диджибуке лишь четыре магнитоальбома — «Колокол в моём сердце», «Лишь только солнце», «Наши-1» и «Наши-2».

### С 2010
В 2010 году, после шестилетнего перерыва, на лейбле «Союз-Продакшн» вышел очередной студийный альбом группы — «Позволь тебя любить». Анатолий Горбунов сменил барабаны на клавиши и перкуссию. На место барабанщика был приглашён Дмитрий Крылов. В следующем, 2011 году, вышел очередной альбом — «Лёд и пламя». В этом же году группа торжественно отметила своё 25-летие, устроив юбилейный концерт в Нижнем Новгороде и выпустив юбилейный восьмидисковый альбом-диджибук «Новый звук».
В 2013 году был снят и выпущен новый официальный видеоклип группы, первый за 13 лет. Клип был снят на песню «Я ваша тайна» из альбома «Весенний дождь» — с того же альбома, что и последний официальный клип до него — «Не ищи в словах моих намёков», вышедший в 2000 году. Вслед за этим клипом были сняты ещё два — на песни «Лишь только солнце» и «Костры». Во всех клипах песни представлены в новой аранжировке. Клипы доступны на официальном канале группы на YouTube и не рассчитаны на коммерческую ротацию. В середине августа вышел новый студийный альбом группы — «Вечная система», официальная презентация которого состоялась 22 октября в Нижнем Новгороде. В альбом вошли песни, написанные Владимиром Захаровым в 1990-х годах.
В 2014 году вышел очередной студийный альбом «Благодать», который является двойным. Также шла работа над сборником лучших хитов в акустическом исполнении.

## Участники группы
| - Владимир Захаров — вокал, клавишные, гитара; автор песен и аранжировок (с 1986) - Егор Воробьёв — клавишные; директор группы (с 2006) - Антон «Cubetonic» Соковых — гитара (с 2022) - Евгений Крючков — барабаны (с 2022) - Анатолий Горбунов — барабаны (1986—2010); перкуссия, клавиши (сессионно c 2010) - Андрей «Грел» Грелов — гитара, бас-гитара (сессионно с 2018) | - Александр Кутянов — гитара (1986—2006) - Александр Абросимов — клавишные (1988 — ?) - Олег Разин — клавишные; директор группы (1993—2002) - Игорь Захаров — клавишные (2003—2006) - Филипп Шияновский — гитара (2009—2012) - Тимофей Писарев — гитара (2006—2008; 2012—2016) - Дмитрий Крылов — барабаны (2009-2022) - Александр Жикол — гитара (2016-2022) |

## Дискография
| - 1986 — Будущий день - 1987 — Танцевальная ночь - 1988 — Колокол в моём сердце - 1988 — Тебе - 1989 — Осколки синих дней - 1989 — Лишь только солнце - 1989 — Разворованная Россия - 1989 — Дискотрон - 1989 — Дисбаланс - 1990 — Я — боль твоя - 1990 — Время призраков - 1990 — Чужие стихи - 1990 — Созерцатель - 1991 — Одиночество - 1991 — Наши-1 - 1991 — Я буду с тобой всегда - 1991 — Возвращение - 1991 — Наши-2 - 1992 — Горе не беда | - 1994 — Солнечный ветер - 1995 — Наши - 1997 — Взлети же к небу - 1998 — По ту сторону - 1999 — Новое и лучшее - 2000 — Весенний дождь - 2001 — Город - 2004 — Радость времён - 2010 — Позволь тебя любить - 2011 — Лёд и пламя - 2013 — Вечная система - 2014 — Благодать (2CD) - 2016 — Твоя игра — время (2CD) - 2017 — Арлекин - 2018 — Летать, смеяться и плакать - 2018 — Лёд и пламя (повтор 2011г.) + БОНУСЫ - 2019 — Ветер надежды (2CD) - 2021 — Черёмуха (2CD) - 2021 — Звёздные мосты (2CD) - 2022 — Порталы Времени (2CD) - 2023 — Настройся на Весну (4CD) - 2025 — Нулевой километр весны | - 2003 — Лучшее… 1987—2003 - 2005 — Grand Collection - 2008 — The Best - 2011 — Новый звук - 2012 — Музыкальная коллекция МК - 1999 — Remixes-1999 - 2008 — Дисбаланс-2008 - 2008 — Дискотрон-2008 - 2009 — Я буду с тобой всегда-2009 - 2009 — Созерцатель-2009 - 2010 — Тебе-2010 - 2010 — Возвращение-2010 - 1991 — Белоснежная вишня - 2001—2003 — Котуйская история - 2003 — Непрощённые |

## Видеоклипы
| Год  | Песня                          | Режиссёр             |
| ---- | ------------------------------ | -------------------- |
| 1991 | «Лишь только солнце»           | А. Щербаков          |
| 1991 | «Не ищи меня»                  | н/д                  |
| 1997 | «Ничего не говори»             | Евгений Сердюковский |
| 1998 | «Любишь очень»                 | Евгений Сердюковский |
| 1998 | «Сирень»                       | Евгений Сердюковский |
| 2000 | «Не ищи в словах моих намёков» | н/д                  |
| 2013 | «Я ваша тайна»                 | Дмитрий Камбалов     |
| 2013 | «Лишь только солнце»           | Дмитрий Камбалов     |
| 2013 | «Костры»                       | Дмитрий Камбалов     |

## Комментарии
1. 1 2 3 4 5 6 7 8  Двойной альбом.
2. ↑  Русские народные песни в авторском исполнении В. Захарова.
3. ↑  Переиздан на CD в 1995 г. фирмой «АиС».
4. ↑  Русские народные песни в авторском исполнении В. Захарова, переиздан на CD в 1995 г. фирмой «АиС» под названием «Наши-1».
5. ↑  Переиздан на CD в 1995 г.
6. ↑  Альбом содержит песни с альбомов «Наши-1» и «Наши-2» в новой аранжировке.
7. ↑  Этот альбом частично — сборник. Из восемнадцати треков десять последних — это песни с альбомов «Взлети же к небу» и «По ту сторону».
8. ↑  Вышел на шести дисках.
9. ↑  Альбом-диджибук, выпущенный к 25-летнему юбилею группы. На восьми дисках содержатся четырнадцать магнитоальбомов группы, исполненных в новой аранжировке: «Танцевальная ночь», «Созерцатель» (диск 1); «Тебе» (диск 2); «Разворованная Россия», «Я — боль твоя» (диск 3); «Время призраков», «Осколки синих дней» (диск 4); «Дискотрон», «Дисбаланс» (диск 5); «Чужие стихи» (диск 6); «Я буду с тобой всегда», «Одиночество» (диск 7); «Возвращение», «Горе не беда» (диск 8).
10. ↑  Две версии с разными аранжировками.
11. ↑  Альбом содержит один трек продолжительностью 42 мин. 25 сек. с наложением аплодисментов, что создаёт эффект концертной записи.
12. ↑  Неофициальный, пиратский альбом.
13. ↑  Аудиосериал, состоит из пяти частей-альбомов: «Ворона», «Шаман», «Сын», «Кум» и «Звонарь».
14. ↑  Аудиосериал, состоит из пяти частей-альбомов: «Отец», «Любовь хулигана», «Приговор», «Лагерь» и «Запретка».
15. 1 2 3  Клип вышел только в интернете.